# Battaglia di Ajnadayn
Nella battaglia di Ajnādayn (in arabo معركة أجنادين‎?, Maʿrakat Ajnādayn), dal nome della località dove essa fu combattuta, i musulmani sconfissero per la prima volta, il 30 luglio 634, le truppe regolari bizantine.
Durante la loro campagna di conquista nella Siria, i musulmani si erano sempre trovati a fronteggiare altri Arabi, spesso cristiani legati ai Ghassanidi che erano alleati di Costantinopoli.
Il 30 luglio 634 (equivalente al 28 jumāda I del 13 dell'Egira) le truppe islamiche condotte da Khālid ibn al-Walīd si scontrarono invece con l'esercito regolare bizantino e inopinatamente lo sconfissero.
Diversi motivi concorsero all'impresa. Innanzi tutto lo stato di grave demoralizzazione delle truppe bizantine (il cui soldo era loro versato con enorme ritardo da Costantinopoli a causa delle severe misure di economia seguite alla fine del vittorioso scontro pluridecennale con l'Impero persiano sasanide) e, ovviamente, il genio personale di Khālid.
Sembra infatti, in base a una lettura del Kitāb al-futūḥ (Il libro delle conquiste) di Ibn Aʿtham al-Kūfī - uno dei primi testi storici scritti dell'Islam risalendo all'inizio del III secolo dell'Egira (primi del X secolo) - che il generale musulmano avesse accuratamente scelto la tattica da seguire, che così può essere descritta: scegliendo di non combattere, come suo solito, schierandosi nei reparti della cavalleria (che pure erano spesso l'arma decisiva della vittoria), Khālid si pose al centro dello schieramento e ordinò di non reagire agli attacchi avversari fino a un suo preciso ordine e, anzi, di arretrate addirittura, suggerendo al nemico l'idea che i musulmani stessero cedendo e andando in rotta.

A un preciso ordine del generale meccano, mentre il centro dello schieramento islamico retrocedeva (tuttavia in ordine), le ali effettuarono la classica manovra "a tenaglia", stritolando le esterrefatte truppe bizantine.
Ad aiutare i musulmani non si può dire concorresse il pesante armamento bizantino che, per la forte calura estiva, molto avrebbe rallentato lo slancio (a fronte del consueto armamento leggero dei musulmani) ma più che altro l'eccessiva fiducia di essere sul punto di cogliere una facile vittoria. Ciò li avrebbe indotti a scompaginare il loro ordine e li avrebbe esposti ai micidiali colpi degli Arabi che erano invece abituati al combattimento "in ordine sparso".
Comunque siano andate le cose, l'effetto sui Siriani fu enorme. Medina non apparve più come un semplice staterello dell'Arabia Deserta di trascurabile importanza ma una realtà politica e militare di primaria importanza.
Che l'iniziale supponenza bizantina fosse abbandonata dopo Ajnādayn lo mostrerebbe il fatto che, nella decisiva Campagna del Yarmūk, scenderà in campo lo stesso basileus Eraclio I (610-641). Con fortuna non migliore, vista la decisiva sconfitta da lui subita e che aprì definitivamente all'Islam arabo le porte della Siria e della Palestina, dalla quale ʿAmr ibn al-ʿĀṣ avrebbe preso poi lo slancio verso l'Egitto per conquistarlo senza difficoltà.